# Rob Edwards (Fußballspieler, 1982)
Robert Owen „Rob“ Edwards (* 25. Dezember 1982 in Madeley) ist ein walisischer Fußballtrainer und ehemaliger Spieler. Der bei Aston Villa ausgebildete Abwehrspieler absolvierte zu Beginn seiner Karriere über 100 Pflichtspiele für die Wolverhampton Wanderers und spielte zuletzt bis 2013 beim FC Barnsley. 2016 wurde er Trainer und stieg 2023 mit Luton Town in die Premier League auf.

## Sportlicher Werdegang
Edwards durchlief die Jugendabteilung von Aston Villa und debütierte am 28. Dezember 2002 für den Erstligisten beim 1:0-Heimsieg gegen den FC Middlesbrough. Nach insgesamt drei Partien in Serie, die Edwards zunächst als rechter Außenverteidiger bestritt – später fand er seine Stammposition mehr in der Innenverteidigung –, unterzeichnete er einen Vertrag über 2½ Jahre bei den „Villans“. Der endgültige Durchbruch blieb ihm jedoch fortan verwehrt. Die neun Pflichtspiele in der Saison 2002/03 waren gleichzeitig seine letzten Begegnungen für Aston Villa. Im Verlauf der Spielzeit 2003/04 wurde er zunächst im November 2003 für einen Monat an den Zweitligisten Crystal Palace ausgeliehen. Dort gelang ihm in sechs Partien ein Tor beim 1:1 gegen Coventry City und kurz nach der Jahreswende ging es ebenfalls leihweise zum Zweitligakonkurrenten Derby County. Dort spielte er die Runde zu Ende und kam auch dort beim 2:1-Sieg gegen den FC Gillingham am 17. Januar 2004 zu einem seiner seltenen Torerfolge. Zurück bei seinem „Stammverein“ teilte ihm dort Trainer David O’Leary mit, dass er den Verein verlassen konnte.
Für 150.000 Pfund wechselte Edwards im Juli 2004 zu den frisch in die Football League Championship abgestiegenen Wolverhampton Wanderers und unterschrieb hier einen Dreijahreskontrakt. Nach Einsätzen in den ersten vier Saisonspielen zog er sich eine schwere Sprunggelenksverletzung zu, die ihn ein halbes Jahr außer Gefecht setzte. Zu deutlich mehr Einsatzzeiten kam er in der Saison 2005/06, zumal sich der Neuzugang und Innenverteidigerkonkurrent Jackie McNamara frühzeitig verletzte. Auch in der Spielzeit 2006/07 absolvierte er unter dem neuen Trainer Mick McCarthy die Mehrzahl der Spiele, bis im April 2007 eine Knieverletzung dafür sorgte, dass Edwards an den entscheidenden Play-off-Spielen nicht teilnehmen konnte. Kurz nach seinem Comeback erlitt er am 5. September 2007 in einer Partie der Reservemannschaft einen erneuten Knieschaden und trotz seines noch bis 2009 laufenden Vertrags setzten ihn die „Wolves“ im Mai 2008 auf die Transferliste.
Am 6. August 2008 heuerte Edwards beim Zweitligawettbewerber FC Blackpool an. Die Höhe der Ablösesumme wurde geheim gehalten und als Vertragslaufzeit wurden zwei Jahre – plus der Option auf eine weitere Spielzeit – ausgehandelt. Nur eine Woche nach seinem Einstand am 9. August 2008 gegen Bristol City (0:1) erhielt Edwards, der auf Anhieb zu einem Schlüsselspieler wurde, anstelle des gesperrten Keith Southern die Kapitänsbinde und behielt diese bis zum Saisonende.

## Walisische Nationalmannschaft
Obwohl Edwards in seiner Jugend bereits für englische Nachwuchswahlen gespielt hatte, entschied er sich dazu, künftig für die walisische A-Nationalmannschaft antreten zu wollen – beide Elternteile sind Waliser. Am 29. März 2003 debütierte er für die „Dragons“ anlässlich eines EM-Qualifikationsspiels gegen Aserbaidschan, das mit einem 4:0-Sieg endete.